# Alf Kjellin
Alf Kjellin (Lund, 28 febbraio 1920 – Los Angeles, 5 aprile 1988) è stato un regista e attore svedese.

## Biografia
Debuttò nel cinema come attore nel 1937 e raggiunse il successo con il film Spasimo (1944), diretto da Alf Sjöberg e sceneggiato da Ingmar Bergman, in cui interpretò il ruolo di un tormentato studente. La sua commovente interpretazione lo portò all'attenzione di Hollywood, dove debuttò nel 1949 nel film  Madame Bovary di Vincente Minnelli, adottando lo pseudonimo di Christopher Kent.
Durante gli anni cinquanta lavorò sia in Svezia, dove debuttò nella regia con il film Flickan i regnet, sia negli Stati Uniti, dove continuò ad apparire come attore in film quali I miei sei forzati (1952), L'amante di ferro (1952) e I perseguitati (1953). Dopo aver diretto nove film in Svezia, all'inizio degli anni sessanta si stabilì definitivamente in California, dove si dedicò principalmente alla regia di serie televisive, in particolare con il telefilm Le spie, di cui diresse 9 episodi, portando un approccio innovativo alle tecniche di ripresa, contrariamente alle indicazioni dell'American Society of Cinematographers.
Per il grande schermo diresse ancora due film, Il colpo era perfetto, ma... (1969), una commedia poliziesca con Richard Crenna e Fred Astaire, e il western L'ultimo tramonto sulla terra dei Mc Masters (1970), una toccante vicenda in cui un ex schiavo (Brock Peters) è costretto a fronteggiare l'odio razziale.
Fu sposato dal 1958 al 1973 con l'attrice Gun Hellberg. Morì nel 1988, a 68 anni, per un arresto cardiaco.

## Filmografia parziale

### Attore
- L'amante nell'ombra (Striden går vidare), regia di Gustaf Molander (1941)
- Spasimo (Hets), regia di Alf Sjöberg (1944)
- Iris fiore del nord (Iris och löjtnantshjärta), regia di Alf Sjöberg (1946)
- Sangue ribelle (Driver dagg faller regn), regia di Gustaf Edgren (1946)
- La furia del peccato (Kvinna utan ansikte), regia di Gustaf Molander (1947)
- Madame Bovary, regia di Vincente Minnelli (1949), con lo pseudonimo di Chistopher Kent
- Ciò non accadrebbe qui (Sånt händer inte här), regia di Ingmar Bergman (1950)
- Un'estate d'amore (Sommarlek), regia di Ingmar Bergman (1951)
- I miei sei forzati (My Six Convicts), regia di Hugo Fregonese (1952)
- L'amante di ferro (The Iron Mistress), regia di Gordon Douglas (1952)
- I perseguitati (The Juggler), regia di Edward Dmytryk (1953)
- Crusader – serie TV, episodio 1x01 (1955)
- TV Reader's Digest – serie TV, episodi 1x24 (1955)
- Avventure in paradiso (Adventures in Paradise) – serie TV, episodio 1x22 (1960)
- Two Living, One Dead, regia di Anthony Asquith (1961)
- I vincitori (The Victors), regia di Carl Foreman (1963)
- La nave dei folli (Ship of Fools), regia di Stanley Kramer (1965)
- U-112 assalto al Queen Mary (Assault on a Queen), regia di Jack Donohue (1966)
- I giorni di Bryan (Run for Your Life) - serie TV, episodio 2x03 (1966)
- Tarzan – serie TV, episodio 2x08 (1967)
- Base artica Zebra (Ice Station Zebra), regia di John Sturges (1968)

### Regista

#### Cinema
- Il colpo era perfetto, ma... (Midas Run) (1969)
- L'ultimo tramonto sulla terra dei Mc Masters (The McMasters) (1970)

#### Televisione
- Alfred Hitchcock presenta (Alfred Hitchcock Presents) - serie TV, 1 episodio (1961)
- L'ora di Hitchcock (The Alfred Hitchcock Hour) - serie TV, 11 episodi (1962-1965)
- Il virginiano (The Virginian) - serie TV, 1 episodio (1966)
- Il dottor Kildare (Dr. Kildare) - serie TV, 10 episodi (1964-1966)
- Le spie (I Spy) - serie TV, 9 episodi (1966-1967)
- Agenzia U.N.C.L.E. (The Girl from U.N.C.L.E.) - serie TV, 2 episodi (1966-1967)
- I giorni di Bryan (Run for Your Life) - serie TV, 2 episodi (1966-1967)
- Organizzazione U.N.C.L.E. (The Man from U.N.C.L.E.) - serie TV, 8 episodi (1965-1967)
- Missione Impossibile (Mission: Impossible) - serie TV, 3 episodi (1967-1968)
- I nuovi medici (The Bold Ones: The New Doctors) - serie TV, 1 episodio (1971)
- Lo sceriffo del sud (Cade's County) - serie TV, 2 episodi (1971-1972)
- Sesto senso (The Sixth Sense) - serie TV, 3 episodi (1972)
- Ironside - serie TV, 2 episodi (1971-1972)
- Bonanza - serie TV, 3 episodi (1972)
- McMillan e signora (McMillan & Wife) - serie TV, 1 episodio (1973)
- Gunsmoke - serie TV, 4 episodi (1972-1973)
- L'uomo da sei milioni di dollari (The Six Million Dollar Man) - serie TV, 1 episodio (1974)
- Mannix - serie TV, 4 episodi (1972-1974)
- Colombo (Columbo) - serie TV, 2 episodi (1974)
- La casa nella prateria (Little House on the Prairie) - serie TV, 1 episodio (1974)
- Il pianeta delle scimmie (Planet of the Apes) - serie TV, 1 episodio (1974)
- Hawaii Squadra Cinque Zero (Hawaii Five-O) - serie TV, 7 episodi (1972-1975)
- Cannon - serie TV, 1 episodio (1975)
- La famiglia Holvak (The Family Holvak) - serie TV, 2 episodi (1975)
- Switch - serie TV, 1 episodio (1975)
- Una famiglia americana (The Waltons) - serie TV, 10 episodi (1972-1975)
- Joe Forrester - serie TV, 3 episodi (1975-1976)
- Racconti della frontiera (The Quest) - serie TV, 1 episodio (1976)
- Ragazzo di provincia (Gibbsville) - serie TV, 1 episodio (1976)
- Barnaby Jones - serie TV, 5 episodi (1973-1977)
- Pepper Anderson agente speciale (Police Woman) - serie TV, 1 episodio (1977)
- Sulle strade della California (Police Story) - serie TV, 2 episodi (1976-1977)
- In casa Lawrence (Family) - serie TV, 2 episodi (1977)
- La famiglia Bradford (Eight is Enough) - serie TV, 1 episodio (1978)
- Alla conquista del West (How the West Was Won) - serie TV, 1 episodio (1979)
- Trapper John (Trapper John, M.D.) - serie TV, 1 episodio (1980)
- Vega$ - serie TV, 3 episodi (1979-1981)
- Uno sceriffo contro tutti (Walking Tall) - serie TV, 2 episodi (1981)
- Cassie & Co. - serie TV, 2 episodi (1982)
- Dynasty - serie TV, 5 episodi (1981-1983)
- Hotel - serie TV, 1 episodio (1983)
- I ragazzi del computer (The Whiz Kids) - serie TV, 1 episodio (1984)
- Detective per amore (Finder of Lost Loves) - serie TV, 1 episodio (1984)
- Top Secret (Scarecrow and Mrs. King) - serie TV, 1 episodio (1985)

## Doppiatori italiani
Nelle versioni in italiano delle opere in cui ha recitato, Alf Kjellin è stato doppiato da:
- Gianfranco Bellini in Madame Bovary, L'amante di ferro
- Pino Locchi in Un'estate d'amore
- Cesare Barbetti in La nave dei folli
- Renato Turi in Base artica Zebra
- Sandro Iovino in La famiglia Bradford
- Dario Penne in Hans Brinker e i pattini d'argento (doppiaggio tardivo)